# أكاغي
أكاغي (باليابانية: アカギ 〜闇に降り立った天才〜) مانغا يابانية من تأليف ورسم نوبويوكي فوكوموتو. نشرت عام 1992.

## القصة
تدور أحداث القصة حول أكاغي طالب مدرسي في الإعدادية يدخل دار للماجونغ، يكتشف اللاعب نانغو موهبة أكاغي في تحليل الشخصيات ويدعه يلعب مكانه مع أن أكاغي لم يلعب الما جونغ من قبل. خلال تلك اللعبة، يندهش اللاعبون من موهبة أكاغي في التفكير وقدرته الخارقة في التعامل مع المواقف الصعبة.

## وصلات خارجية
- أكاغي على موقع ANN manga (الإنجليزية)